# Билсон, Брюс
Брюс Билсон (англ. Bruce Bilson; род. 19 мая 1928, Нью-Йорк) — американский кинорежиссёр и режиссёр телевидения, лауреат премии «Эмми».

## Биография
Билсон родился в Бруклине 19 мая 1928 года. Его мать была американской сценаристкой, а отец — британским продюсером и сценаристом еврейского происхождения. Его брат, Малкольм — пианист и профессор фортепиано в Корнельском университете.
Билсон окончил Школу театра, кино и телевидения Калифорнийского университета в Лос-Анджелесе в 1950 году.
В 1967—1968 годах он получил премию «Эмми» за выдающуюся режиссуру комедийного сериала за эпизод третьего сезона «Максвелл Смарт, частный детектив» «Прояви смекалку».
Билсон женился на Моне Вейхман 31 августа 1955 года: У них было двое детей. Они развелись в 1976 году.
Билсон женился во второй раз на Ренн Джаррет в 1981 году.